# Lijst van surrealisten
Dit is een lijst van surrealisten, zowel kunstschilders als beeldhouwers.

## Lijst

### 1875-1900
- Francis Picabia  (1879-1953)
- Jean Arp  (1886-1966)
- Marcel Duchamp  (1887-1968)
- Giorgio de Chirico  (1888-1978)
- Man Ray  (1890-1976)
- Max Ernst  (1891-1976)
- Alberto Savinio  (1891-1952)
- Joan Miró  (1893-1983)
- André Breton  (1896-1966)
- André Masson  (1896-1987)
- Paul Delvaux  (1897-1994)
- René Iché (1897-1954)
- Philippe Soupault (1897-1990)
- René Magritte  (1898-1967)
- Eileen Agar  (1899-1991)

### 1900-1935
- Yves Tanguy  (1900-1955)
- Ismael Nery  (1900-1934)
- Alberto Giacometti  (1901-1966)
- Stanley William Hayter  (1901-1988)
- Hans Bellmer  (1902-1975)
- Victor Brauner  (1903-1966)
- Salvador Dalí  (1904-1989)
- Wilhelm Freddie  (1909-1995)
- Dorothea Tanning  (1910-2012)
- Roberto Matta  (1912-2002)
- Meret Oppenheim  (1913-1985)
- Emiel van Moerkerken (1916-1995)
- Christiaan Johannes van Geel (1917-1974)
- Leonora Carrington  (1917-2011)
- Arnulf Rainer  (geboren 1929)